# 왕망 (치숙)
왕망(王莽, ? ~ 기원전 80년)은 전한 중기의 관료로, 자는 치숙(稚叔)이며 천수군 사람이다.

## 생애
시원 원년(기원전 86년), 위위에 임명되었다.
시원 4년(기원전 83년), 우장군으로 전임되었고 3년 후 죽었다.

## 출전
- 반고, 《한서》 권19하 백관공경표 下·권68 곽광김일제전